# Death Magnetic
《Death Magnetic》은 미국 헤비메탈 밴드인 메탈리카의 아홉 번째 정규앨범이다. 미국내에서 170만장 이상. 전 세계적으로 500만장이 판매되었다. 전작까지 작업을 해온 프로듀서 밥 락을 대신한 릭 루빈이 새로운 프로듀서로서 참여했고, 베이시스트 로버트 트루히요도 밴드에 가입한 후 처음으로 정규 앨범 작업에 참여한 작품이다. 밴드의 로고는 90년대 초반까지 사용하던 원래의 로고에서 'A'자를 대칭형으로 바꾸고 'C'자의 글씨체를 약간 바꾼 채 다시 사용하게 되었으며, 기타솔로의 부활, 80년대에 보여주었던 스래쉬 메탈과 헤비 메탈형태의 곡 들이 포진해있어서 밴드가 과거로의 회귀하는 듯한 성향을 보여준다.
빌보드 차트에서 1위로 데뷔를 하였고, 2009 그래미 시상식에서는 〈베스트 레코딩 패키지상〉, 〈최우수 메탈 연주상(My Apocalypse)〉 을 수상하였고 프로듀서 릭 루빈은 〈올해의 프로듀서상〉을 거머쥐었다.

## 비판
앨범 발매 후 미국과 각지의 팬들이 사람들에게 잘 들리기 위해 마스터링 단계에서 악기의 볼륨을 높이는 경향을 일컫는 ‘라우드니스 워(Loudness War)’에 본인들이 희생당하고 있다며 앨범의 리마스터링 요구가 있기도 했다. 이에 라스 울리히는 사운드는 2008년에 맞게 만들어졌으며, 문제가 없다는 요지의 발언을 남기기도 하였다.

## 기타 정보
일반적으로 판매되는 앨범의 부클릿은 마지막 두 장을 제외하고 모두 가운데 부분이 수작업으로 도려냈으며, 적힌 가사까지 잘려나갔기 때문에 가사가 적힌 종이가 첨부되어있으며, 한국 라이센스판에는 별지에 가사와 함께 평론가 한경석이 작성한 〈완벽하게 전성기를 복원한 METALLICA의 신작 [DEATH MAGNETIC]〉이라는 제목의 리뷰가 인쇄되어 있다.

## 수록곡
전체 작사: 제임스 헷필드. 전체 작곡: 메탈리카
| #             | 제목                     | 재생 시간 |
| ------------- | ------------------------ | --------- |
| 1.            | That Was Just Your Life  | 7:08      |
| 2.            | The End of the Line      | 7:52      |
| 3.            | Broken, Beat & Scarred   | 6:25      |
| 4.            | The Day That Never Comes | 7:56      |
| 5.            | All Nightmare Long       | 7:58      |
| 6.            | Cyanide                  | 6:40      |
| 7.            | The Unforgiven III       | 7:47      |
| 8.            | The Judas Kiss           | 8:01      |
| 9.            | Suicide & Redemption     | 9:58      |
| 10.           | My Apocalypse            | 5:01      |
| 총 재생 시간: | 총 재생 시간:            | 74:26     |

| #             | 제목                     | 재생 시간 |
| ------------- | ------------------------ | --------- |
| 1.            | That Was Just Your Life  | 12:01     |
| 2.            | The End of the Line      | 12:12     |
| 3.            | Broken, Beat & Scarred   | 13:20     |
| 4.            | The Day That Never Comes | 10:48     |
| 5.            | All Nightmare Long       | 9:59      |
| 6.            | Cyanide                  | 13:30     |
| 7.            | The Unforgiven III       | 10:26     |
| 8.            | The Judas Kiss           | 12:36     |
| 9.            | Suicide & Redemption     | 12:12     |
| 10.           | My Apocalypse            | 11:50     |
| 총 재생 시간: | 총 재생 시간:            | 118:54    |

| #             | 제목           | 재생 시간 |
| ------------- | -------------- | --------- |
| 1.            | Hi Guy         | 7:11      |
| 2.            | Neinteen       | 7:35      |
| 3.            | Black Squirrel | 6:13      |
| 4.            | Casper         | 8:15      |
| 5.            | Flamingo       | 7:59      |
| 6.            | German Soup    | 6:31      |
| 7.            | UN3            | 7:50      |
| 8.            | Gymbag         | 7:55      |
| 9.            | K2LU           | 9:30      |
| 10.           | Ten            | 5:18      |
| 총 재생 시간: | 총 재생 시간:  | 74:17     |

### 발매 형태

#### Misson: METALLICA
- Experience 2 - 320 비트레이트 Death Magnetic 디지털 다운로드. 벨소리, 두 가지 라이브 쇼, 독점으로 공개하는 2시간의 메이킹 필름 영상, 250장의 사진 등으로 구성.
- Experience 3 - Death Magnetic CD
- Experience 4 - 두 곡씩 담긴 축음기 음반(LP) 다섯 장으로 구성된 세트. Misson: METALLICA 석판과 Experience 2, 3이 포함되어있다. 이 세는 5000세트 한정 발매되었고, 그 중에 또 있는 50세트의 한정판은 하얀색 음반으로 구성되어있다.
- The Box Magnetic - 하얀색 관 모양의 박스로 이루어진 2000세트 한정 생산 콜렉터스 에디션이다. 판지 상자에 담긴 데스 마그네틱 CD, Demo Magnetic CD, 메이킹 필름 DVD, Death Magnetic 로고가 새겨진 티셔츠, 깃발, 기타 피크, 백스테이지 통행증, 멤버 네 명의 관 모양 포스터, 2008년 9월의 유럽 공연을 다운 받을 수 있는 콜렉터스 신용카드가 들어있다.

## 참여
이 목록은 해당 앨범의 부클릿에서 발췌하였다.
| 메탈리카 - 제임스 헷필드– 보컬, 리듬 기타 - 커크 해밋 - 리드 기타 - 로버트 트루히요 - 베이스 기타 - 라스 울리히 - 드럼 음악인 - David Campbell – 현악 편곡, 지휘(7) | 스탭 - 릭 루빈 – 프로듀서 - Greg Fidelman – 믹싱, 녹음 - Mike Gillies - 추가 녹음 - Andrew Scheps – 믹싱 - Ted Jensen(Sterling Sound) – 마스터링 - Dan Monti, Dana Nielsen, Kent Matcke, DD Erlich – 디지털 에디트 - Sara Lyn Killion, Joshua Smith, Adam Fuller, Jason Gossman, Jason Mott - 보조 - Lindsay Chase - 앨범 프로덕션 코디네이터 - Turner Duckworth - 앨범 디자인 - 안톤 코르베인 - 사진 - Andy Grimshaw - 커버 사진 - Britt Hull, Gavin Hurrell, Craig Snelgrove, David Turner, Harper Reed, 게티 이미지 - Q Prime Inc. - 매니지먼트 |